# Džangar
Džangar je kalmycký a orjatský epos, který vypráví o odvážných skutcích bájného hrdiny Džangara a jeho 6012 bohatýrů v posvátné zemi Bumba. Většina eposu je věnována činům chána Džangara a jeho šesti nejbližších válečníků, což byli Džangarův adoptivní otec Mengen Xixirgi, adoptivní bratr Chongor Červený lev, šaman Altan Gheedž, Savar Pádná ruka, Sanal Ostražitý a Mingyan Sličný. Příběh o Džangarovi a jeho rodině je rámcový, zatímco v dílčích epizodách prožívá šest hrdinů různá dobrodružství, nezávisle na sobě i na Džangarovi. Díky této struktuře se epos poněkud podobá legendám o králi Artuši a rytířích Kulatého stolu.
Rozsah eposu činí cca 11000 veršů, vznik se datuje do doby 15. – 17. století. Epos je zpíván zpěváky džangarči zvláštním hrdelním zpěvem charcharjou (kalmycky řev velblouda). Každý džangarči smí znát jen část eposu. V určitých intervalech se pak scházejí všichni pěstovatelé tohoto zpěvu, aby přednesli po částech celý mýtus. Tyto slavnosti, nazvané Džangariáda, jsou spojeny také se soutěžemi v tradičních sportech, jako je tradiční zápas, koňské dostihy a lukostřelba.